# Agave seemanniana
Agave seemanniana är en sparrisväxtart som beskrevs av Georg Albano von Jacobi. Agave seemanniana ingår i släktet Agave och familjen sparrisväxter. Inga underarter finns listade i Catalogue of Life.

## Bildgalleri

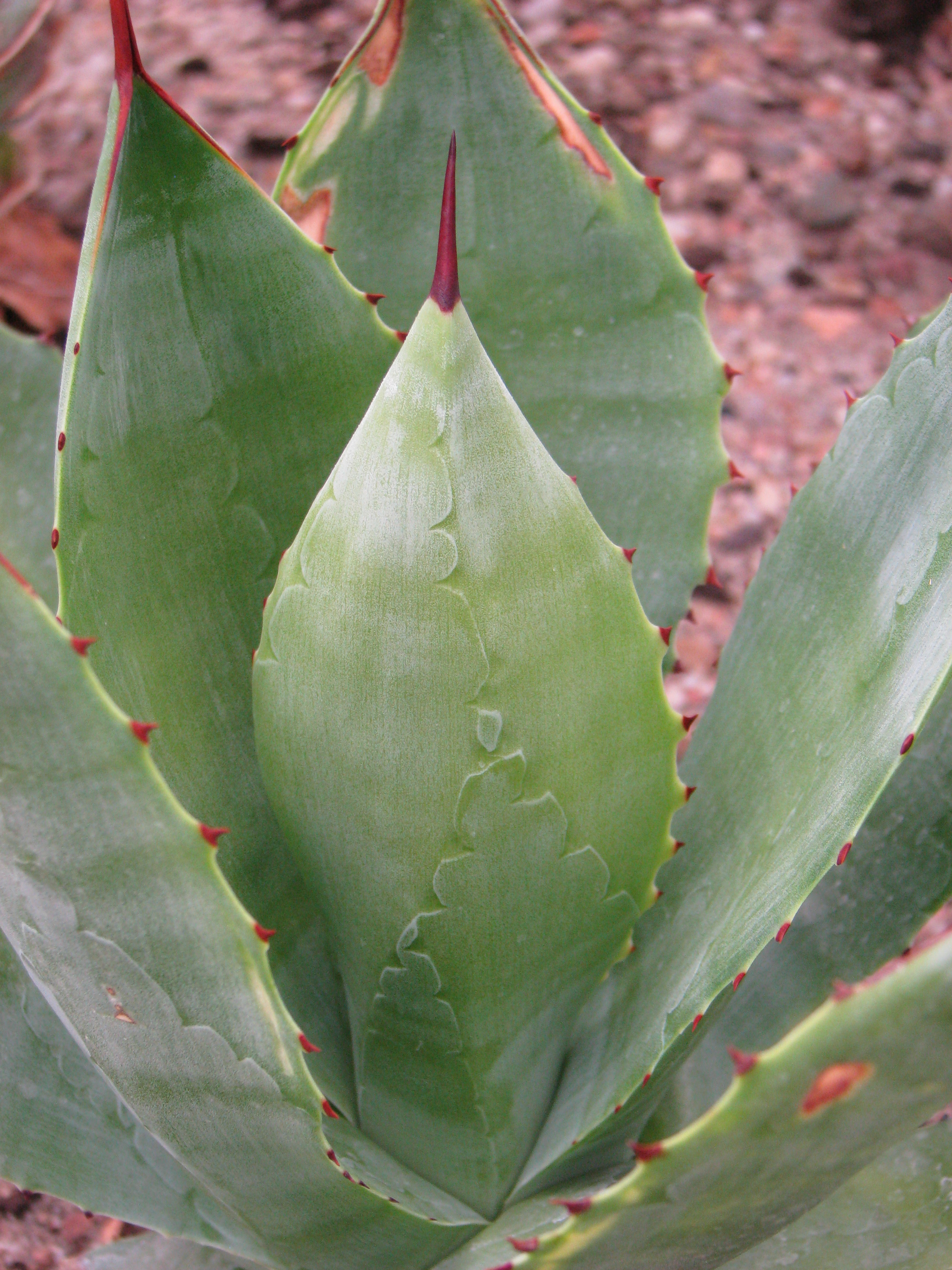
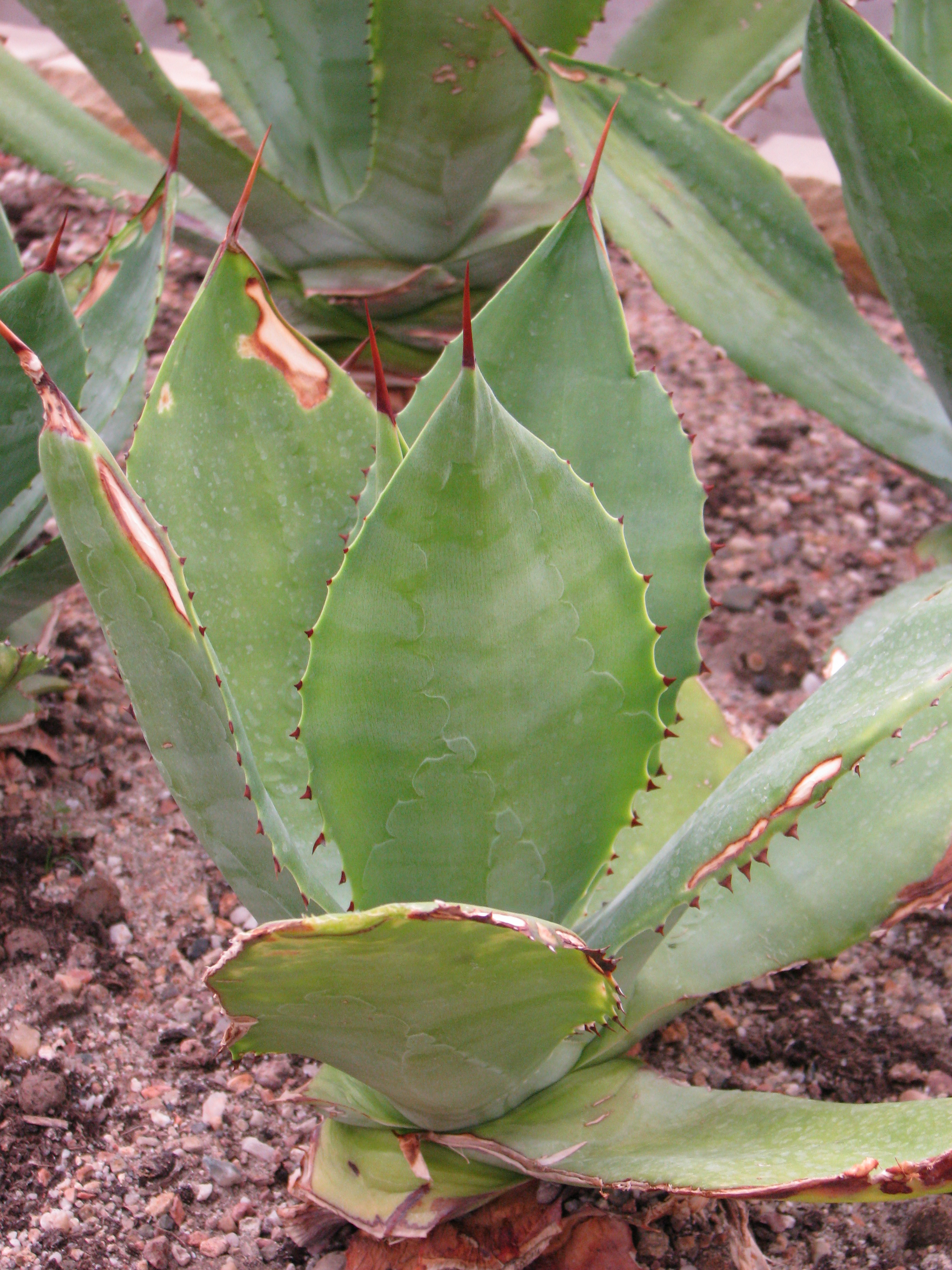